# Doulevant-le-Petit
Doulevant-le-Petit là một xã thuộc tỉnh Haute-Marne trong vùng Grand Est đông bắc nước Pháp. Xã này nằm ở khu vực có độ cao trung bình 185 mét trên mực nước biển.
Sông Blaise chảy qua xã Doulevant-le-Petit.